# (466443) 2013 TQ81
(466443) 2013 TQ81 es un asteroide perteneciente al cinturón de asteroides, descubierto el 20 de noviembre de 2009 por el equipo Spacewatch desde el Observatorio Nacional de Kitt Peak (Arizona, Estados Unidos).